# 18 Eskadra Wywiadowcza

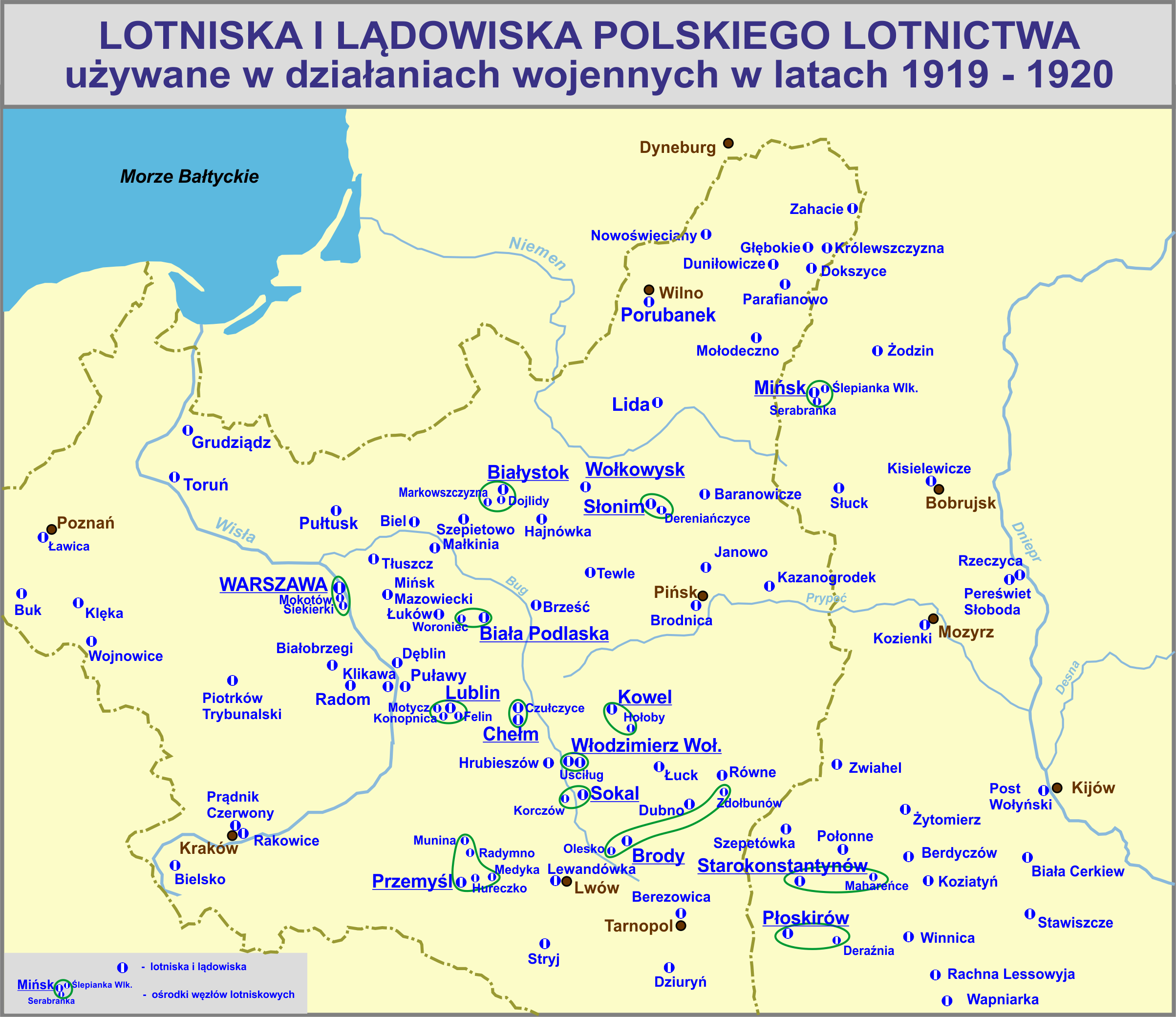

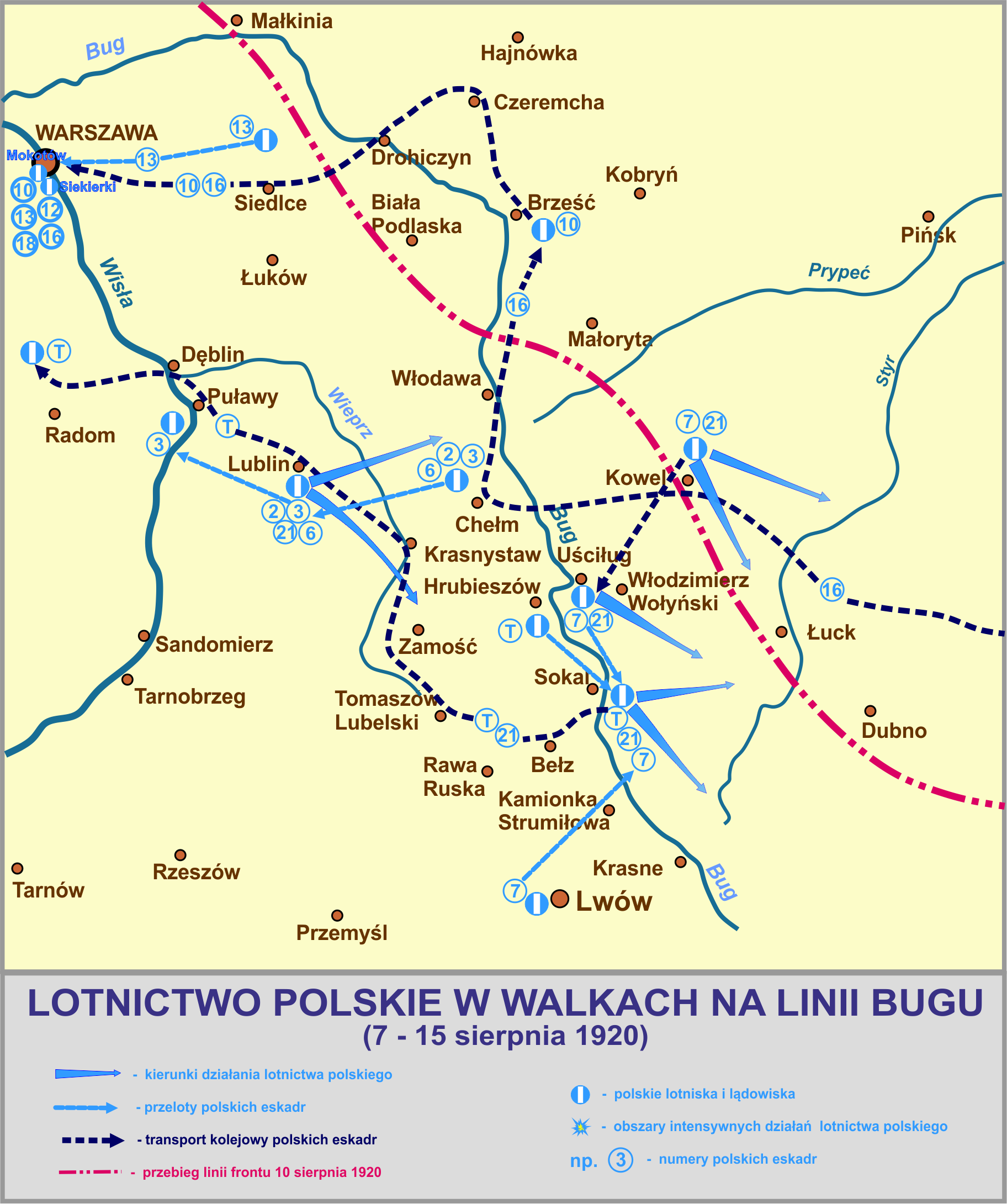

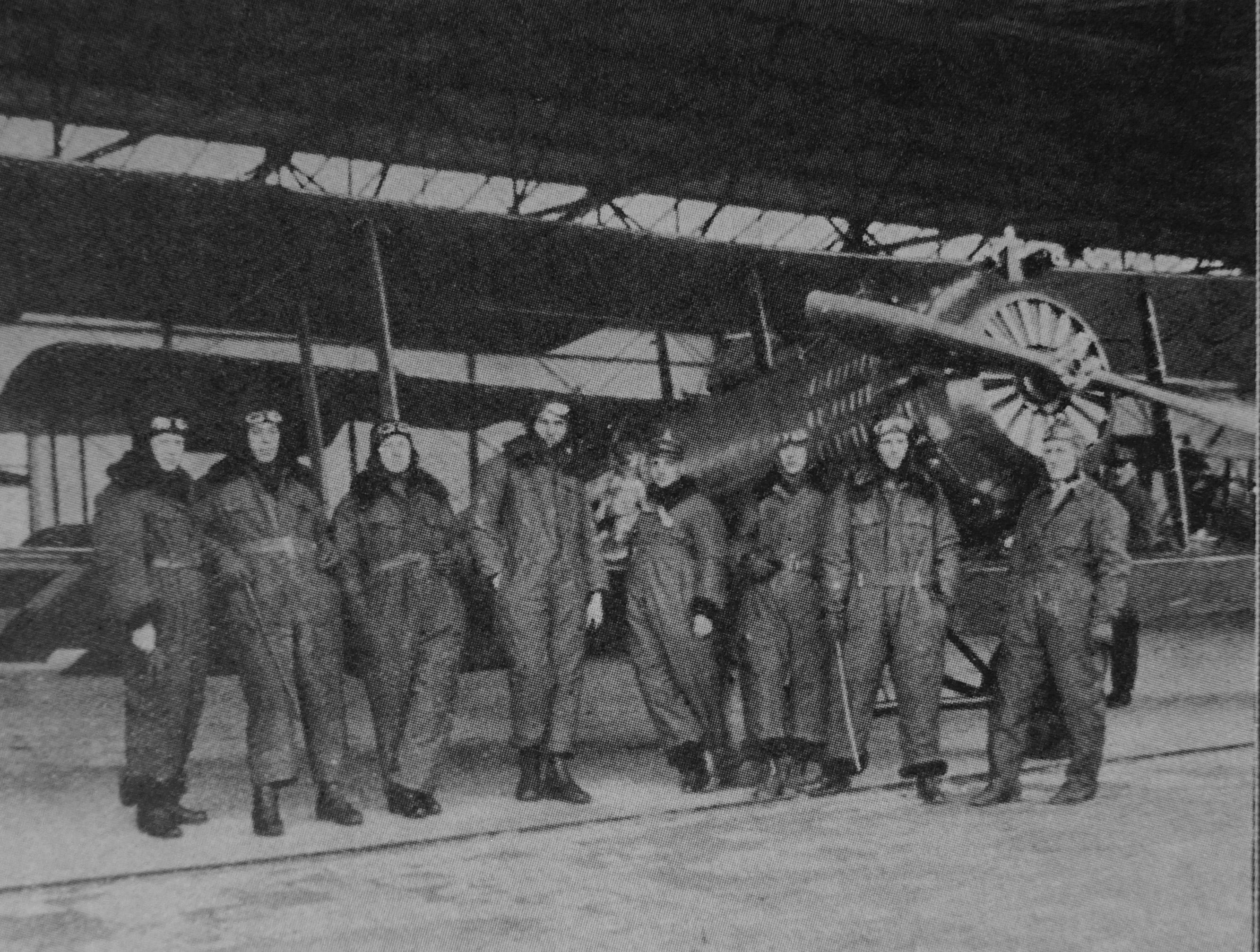
18 eskadra wywiadowcza w Toruniu w lutym 1920

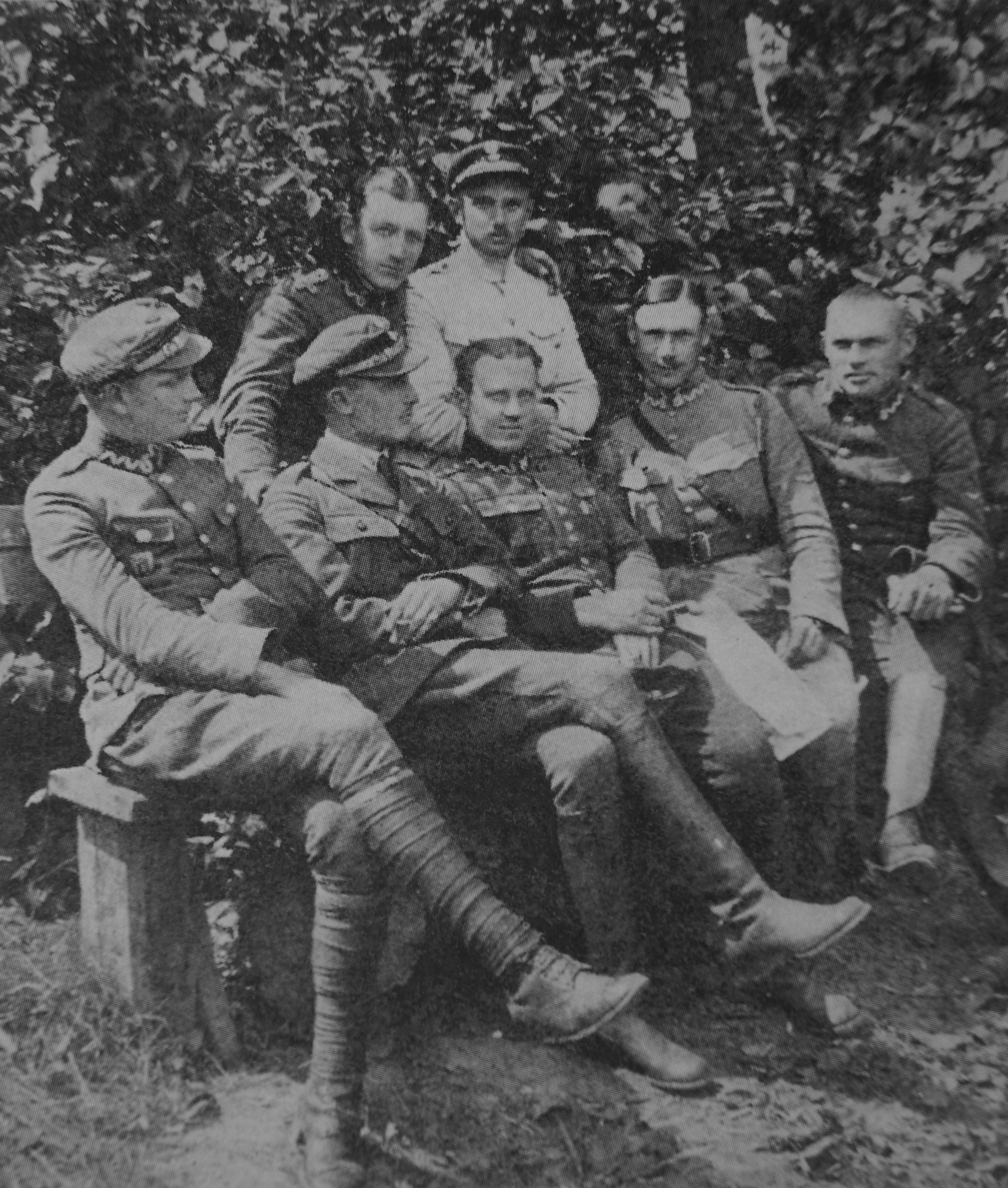
Personel latający 18-ej i 4-ej eskadry w Helenowie pod Mołodecznem: Sioda, Narkowicz, Gogoliński, Kozłowski, Orłoś, Wąsowski

18 eskadra wywiadowcza (myśliwska) – pododdział lotnictwa Armii Polskiej we Francji i Wojska Polskiego w II Rzeczypospolitej.
Eskadra powstała w wyniku przejęcia przez polski personel francuskiej 580 eskadry „Salmsonów”. Wzięła udział w zajęciu przez Wojsko Polskie Pomorza. Jako 18 eskadra wywiadowcza walczyła w wojnie polsko-bolszewickiej. W 1921 została przeorganizowana w eskadrę myśliwską i weszła w skład formującego się 1 pułku lotniczego. W 1925 przemianowana na 122 eskadrę myśliwską, a trzy lata później na 112 eskadrę myśliwską.

## Formowanie i zmiany organizacyjne
W czerwcu 1919, w składzie Błękitnej Armii gen. Hallera, przybyła z Francji do Piotrkowa Trybunalskiego 580 eskadra „Salmsonów”. Jej personel stanowili piloci francuscy. Eskadra stanowiła wówczas odwód lotnictwa Naczelnego Dowództwa. Pod koniec września samoloty obsadzone zostały przez załogi polskie. Pododdział uzbrojony był w 10 samolotów Salmson 2A2.
Na początku lutego 1920 eskadra odleciała z Piotrkowa do Torunia. Tam weszła w skład IV Grupy Lotniczej. Działania te miały związek z zajmowaniem przez Wojsko Polskie Pomorza. 

### Walki na północnym odcinku frontu
Z końcem marca, na Froncie Litewsko-Białoruskim stacjonował 1 dywizjon lotniczy w składzie 1., 4. i 8 eskadra wywiadowcza oraz wielkopolski dywizjon składający się z 12. i 14 eskadry wywiadowczej oraz 13 eskadry myśliwskiej. Jeszcze w kwietniu lotnictwo Frontu zostało wzmocnione przez 4 dywizjon lotniczy w składzie 11. i 18 eskadry wywiadowczej. W maju w rejon frontu przybyły 10 eskadra wywiadowcza i 19 eskadra myśliwska. Naczelne dowództwo przydzieliło 4 Armii pięć eskadr, 1 Armii – trzy eskadry, a do 7 Armii włączono tylko jedną eskadrę.
W kwietniu eskadra została wysłana na front wschodni na lotnisko Zahaccie. Załogi prowadziły dalekie rozpoznanie sięgające aż pod Psków i Witebsk.
Spośród personelu 18 eskadry na wyróżnienie zasłużyła załoga por. Jan Matecki i por. Edward Karaś, która poza licznymi lotami wywiadowczymi, w dniu 23 kwietnia zaatakowała i rozproszyła szwadron kawalerii sowieckiej. 
Od maja eskadra działała na korzyść oddziałów 1 Armii. W tym czasie miała pełne stany i to zarówno osobowe, jak też sprzętowe. 
Już 1 maja załoga eskadry por. Jan Matecki i por. Edward Karaś w czasie lotu bojowego w rejonie Połocka zaatakowała i zestrzeliła balon obserwujący przeciwnika. 
14 maja załoga sierż. Miklasiewicz i mech. Wiśniewski w walce powietrznej pokonała i zmusiła do lądowania załogę sowieckiego Farmana F-30.
W maju do eskadry trafili piloci stanowiący nadwyżkę fuzji 1. i 11 eskadry wywiadowczej.
Na początku czerwca 18 eskadrę wywiadowczą znajdowała się  w składzie IV dywizjonu lotniczego por. Jurkiewicza i działała na korzyść 1 Armii. Samoloty eskadry stacjonowały wówczas w Mołodecznie.
W czasie przeciwuderzenia polskiego eskadra działała niezwykle ofiarnie, podejmując wiele śmiałych ataków na ważne obiekty nieprzyjaciela. 
21 czerwca  por. Janowi Mateckiemu udało się zestrzelić sowiecki balon obserwacyjny.
Prowadzono również loty rozpoznawcze.
Postępy wojsk Armii Czerwonej na północnym odcinku frontu zmuszały jednostkę do częstych zmian lądowisk. W tym czasie startowała ona z lotnisk Molodeczno, Duniłowicze, Królewszczyzna, Parafianów i Dokszyce. Do Lidy przybył już tylko 1 samolot. Włączono go  do 1 eskadry i  zarządzono przebazowanie tego zbiorczego pododdziału do Małkini.

### Reorganizacja eskadry
W lipcu eskadra została przemianowana na 18 eskadrę wywiadowczą.
Straty w sprzęcie i ludziach spowodowały wycofanie jednostki do Bydgoszczy, a następnie do Torunia w celu uzupełnienia. 
Wraz z 4 eskadrą wywiadowczą utworzyły lotniczy dywizjon rezerwowy.
Celem przeprowadzenia reorganizacji eskadry, przeniesiono ją do Warszawy, a potem do Grudziądza. Tu zastał ją rozejm. Eskadra nadal nie posiadała samolotów.
Podczas pobytu na froncie, załogi 18 eskadry wywiadowczej wykonały 38 zadań bojowych, przebywając 86 godzin nad terenem nieprzyjacielskim. Zginęło 2 lotników.

## Eskadra w okresie pokoju
W Grudziądzu eskadra otrzymała samoloty myśliwskie. 
Na mocy rozkazu z 18 stycznia 1921 18 eskadra wywiadowcza połączona została z 19 eskadrą myśliwską. W wyniku scalenia powstała 18 eskadra myśliwska.
W maju 1921 18 eskadra myśliwska weszła w skład III dywizjonu myśliwskiego 1 pułku lotniczego. 
Szczupłość pomieszczeń na lotnisku mokotowskim spowodowała, że do połowy 1922 eskadra stacjonowała w Dęblinie. Na wyposażeniu eskadry znajdowały się wówczas samoloty francuskie Spad VII.
Przesunięcie eskadry na lotnisko Mokotów uaktywniło działalność szkoleniową personelu, ale brak dostatecznej liczby sprawnych samolotów utrudniał nadal planową działalność.
W 1922 wymieniano sukcesywnie samoloty SPAD S.VII na Spad XIII. Pod koniec 1923 eskadrze przydzielono samoloty Ansaldo „Balilla”.
W 1925 18 eskadra myśliwska przemianowana została na 122 eskadrę myśliwską, a trzy lata później na 112 eskadrę myśliwską.

## Żołnierze eskadry
| Dowódcy eskadry                                       | Dowódcy eskadry                  | Dowódcy eskadry                     |
| Stopień                                               | Imię i nazwisko                  | Okres pełnienia służby              |
| ----------------------------------------------------- | -------------------------------- | ----------------------------------- |
| kpt. pil.                                             | Krawiec–Iwanowski                | od IX 1919 – V 1920                 |
| por. pil.                                             | Stanisław Gogoliński             | V 1920 – † 24 VI 1920               |
| por. obs.                                             | Edward Karaś                     | VI 1920 –                           |
| por. pil.                                             | Juliusz Gilewicz                 | do V 1920                           |
| kpt. pil.                                             | Józef Krzyczkowski               | od V 1921 – 1924                    |
| kpt. pil.                                             | Wiktor Ryl                       | 1924 – I 1925                       |
| kpt. pil.                                             | Józef Krzyczkowski               | I 1925 – III 1925                   |
| kpt. pil.                                             | Jerzy Wieniawa-Długoszowski      | III 1925 – VI 1925                  |
| Personel latający okresu wojny polsko – bolszewickiej |                                  |                                     |
| Obserwatorzy                                          | Obserwatorzy                     | Piloci                              |
| kpt. obs. Müller–Sochacki                             | kpt. obs. Müller–Sochacki        | kpt. pil. Krawiec–Iwanowski         |
| por. obs. Edward Karaś                                | por. obs. Edward Karaś           | por. pil. Jan Matecki               |
| ppor. obs. Marian Sioda                               | ppor. obs. Marian Sioda          | por. pil. Stanisław Gogoliński      |
| ppor. obs. Czesław Niekraszewicz                      | ppor. obs. Czesław Niekraszewicz | ppor. pil. Florian Wołoszanowski    |
| ppor. obs. Karol Orłoś                                | ppor. obs. Karol Orłoś           | ppor. pil. Henryk Kozanecki         |
|                                                       |                                  | ppor. pil. Wojciech Biały           |
|                                                       |                                  | pchor. pil. Jan Gray                |
|                                                       |                                  | sierż. pil. Głowacki                |
|                                                       |                                  | sierż. pil. Miluszewski             |
|                                                       |                                  | sierż. pil. Stanisław Śledziejowski |
|                                                       |                                  | sierż. pil. Władysław Miklasiewicz  |

## Wypadki lotnicze
- 7 lutego 1922 podczas lotu służbowego zginął por. pil. Eugeniusz Tromszczyński[11].

## Samoloty eskadry

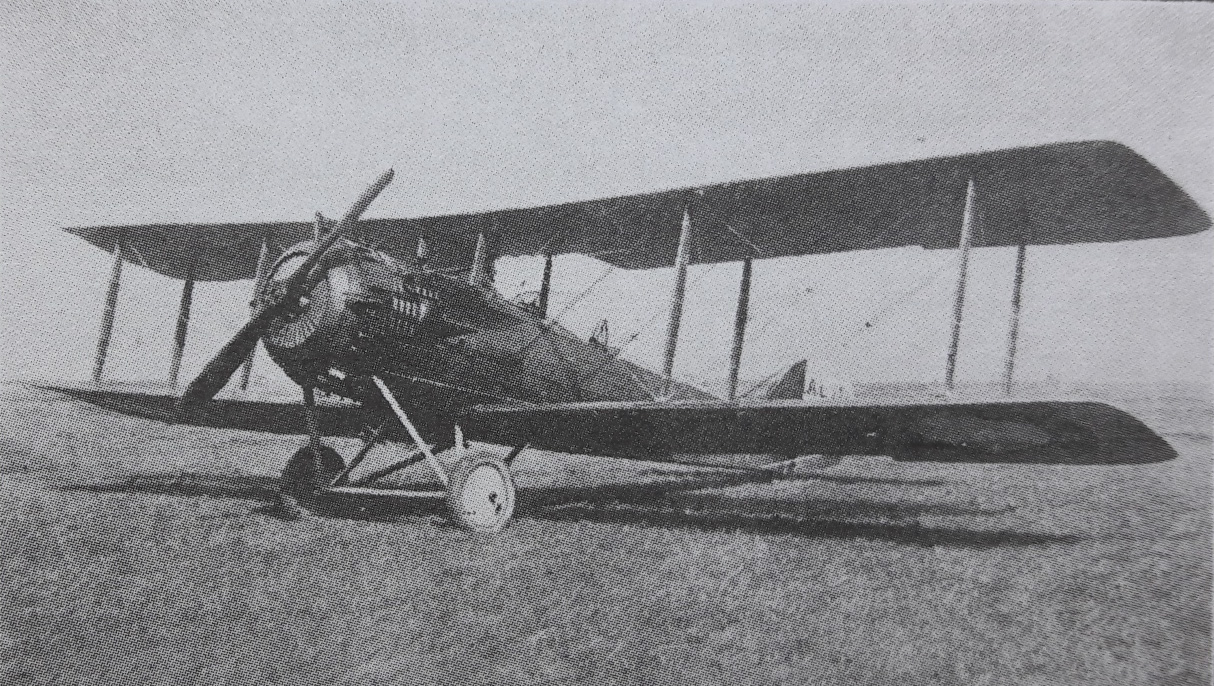
Salmson 2
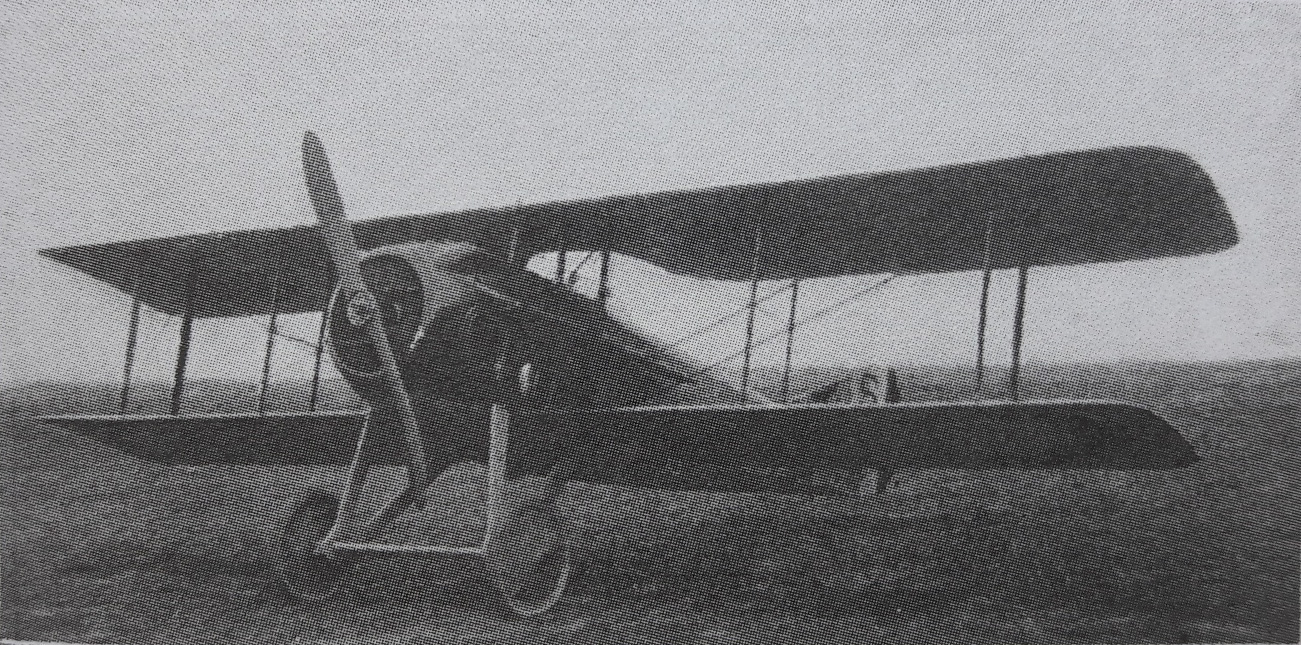
SPAD S.VII
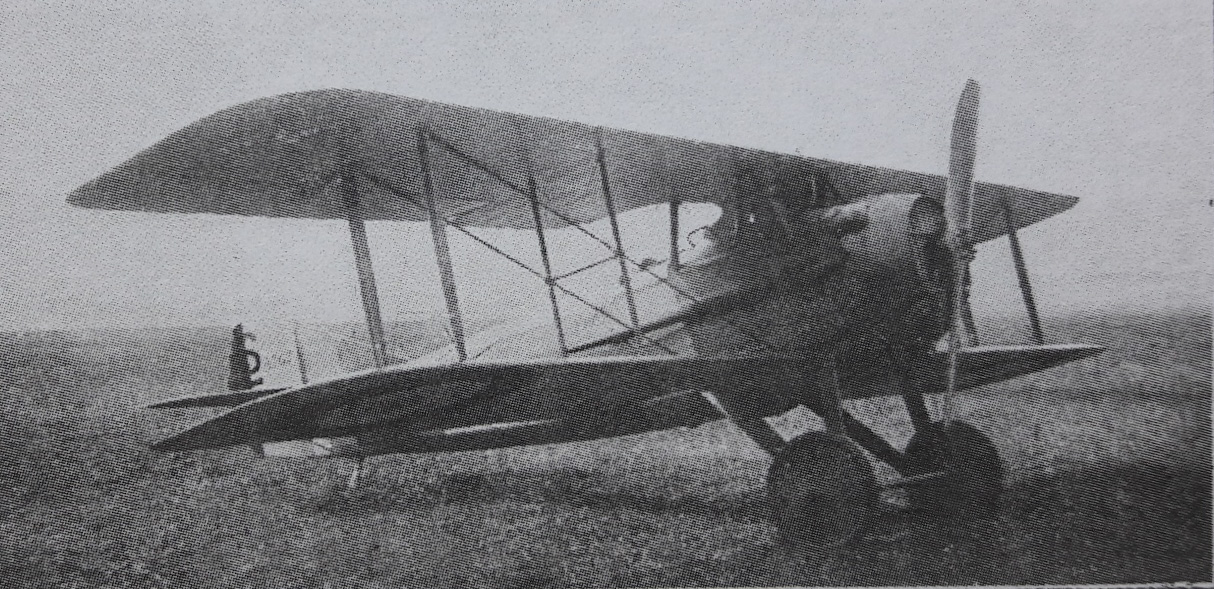
SPAD S.XIII
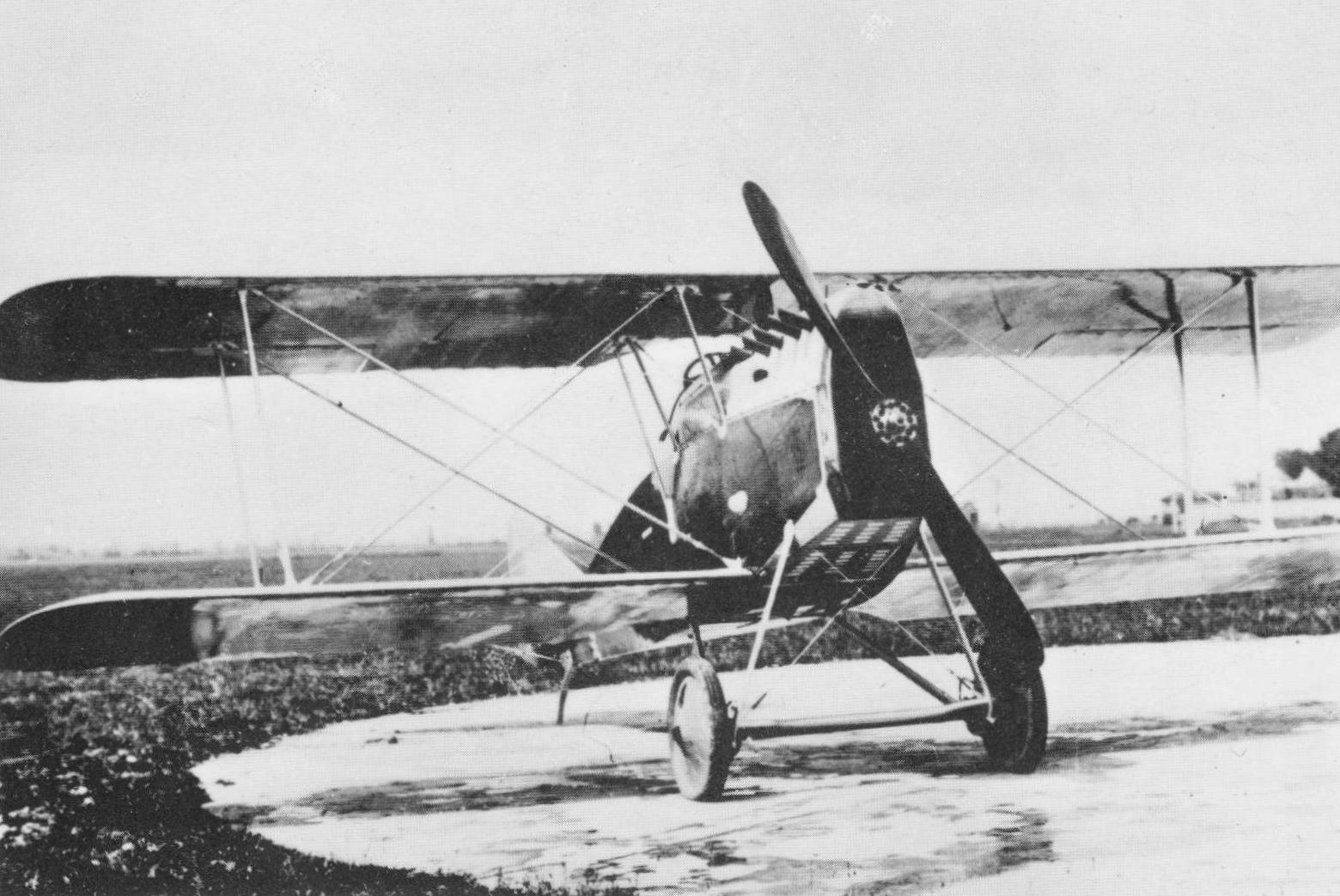
Ansaldo A.1 Balilla

| Nazwy jednostki i daty sformowania, przeformowań i rozformowania | Nazwy jednostki i daty sformowania, przeformowań i rozformowania | Nazwy jednostki i daty sformowania, przeformowań i rozformowania | Nazwy jednostki i daty sformowania, przeformowań i rozformowania | Nazwy jednostki i daty sformowania, przeformowań i rozformowania | Nazwy jednostki i daty sformowania, przeformowań i rozformowania | Nazwy jednostki i daty sformowania, przeformowań i rozformowania | Nazwy jednostki i daty sformowania, przeformowań i rozformowania | Nazwy jednostki i daty sformowania, przeformowań i rozformowania | Nazwy jednostki i daty sformowania, przeformowań i rozformowania | Nazwy jednostki i daty sformowania, przeformowań i rozformowania |
| ---------------------------------------------------------------- | ---------------------------------------------------------------- | ---------------------------------------------------------------- | ---------------------------------------------------------------- | ---------------------------------------------------------------- | ---------------------------------------------------------------- | ---------------------------------------------------------------- | ---------------------------------------------------------------- | ---------------------------------------------------------------- | ---------------------------------------------------------------- | ---------------------------------------------------------------- |
| 1919                                                             | 580 eskadra Salmsonów                                            | 1920                                                             | 18 eskadra wywiadowcza                                           | 1921                                                             | 18 eskadra myśliwska                                             | 1925                                                             | 122 eskadra myśliwska                                            | VIII 1928                                                        | 112 eskadra myśliwska                                            | IX 1939                                                          |
| 1919                                                             | 162 eskadra myśliwska                                            | 1920                                                             | 19 eskadra myśliwska                                             | 1921                                                             | 18 eskadra myśliwska                                             | 1925                                                             | 122 eskadra myśliwska                                            | VIII 1928                                                        | 112 eskadra myśliwska                                            | IX 1939                                                          |